# باول ماكي (لاعب كرة قدم أمريكية)
باول ماكي (بالإنجليزية: Paul McKee)‏ هو لاعب كرة قدم أمريكية أمريكي، ولد في 26 أبريل 1923 في بيفير فولز في الولايات المتحدة، وتوفي في 23 يناير 1999.

## وصلات خارجية
- باول ماكي على موقع مرجع كرة القدم المحترفة.كوم (الإنجليزية)